# Басараб I
Басараб I Засновник (Басараб або Базарад, рум. Basarab Întemeietorul, також Басараб I Великий, Basarab cel Mare) — воєвода та господар Волощини між 1310/1319 та 1352 роками. Перший правитель Волощини, про якого є достовірні історичні відомості. Близько 1324 року Басараб визнав себе васалом угорського короля Карла Роберта, потім почав війну з Угорщиною і 12 листопада 1330 року переміг угорську армію в битві під Посадою. Ця подія ознаменувала кінець угорського панування і появу першої незалежної румунської держави. Басараб став засновником династії Басарабів, першої династії Волощини. Надалі від цього імені пішла назва Бессарабія.

## Походження
Басараб був сином Токомерія, відповідно до статуту, написаного Карлом I Робертом в 1332 році, про якого нічого достовірно не відомо
Наукова гіпотеза свідчить, що Токомерій наслідував Бербатові, який згадується в грамоті угорського короля Ласло IV як наступник Литовоя, воєводи Арджешу та Олтенії.
Оскільки ім'я Басараба тюркського походження, припускається, що він походив з половців або печенігів. Перша частина його імені — «бас» — походить від дієслова «правити, придушувати, голова, головний», друга — «аба» — шанобливе «батько, старший брат». Проте у всіх документах Басараб згадується як волох. Карл Роберт називає його «Басараб, наш невірний Волох» в 1332 році.
Папа Іван XXII звернувся до Басараба як до «побожного князя-католика» в листі 1 лютого 1327 року. Того ж дня, папа послав аналогічні листи до Карла I Роберта і його високопоставлених чиновників, у тому числі Томасу Сечені, воєводі Трансільванії, і Міксу Акосу, бану Славонії, з проханням підтримати дії домініканців проти «єретиків». За твердженням Нягу Джувара, звернення Святого Престола доводить, що Басараб був католиком, яке також свідчить про Басарабове половецьке походження, тому що половці в цих землях, на відміну від волохів були хрещені за католицьким обрядом. Історики Матей Козаку і Ден Мурешан відкидають теорію Джувара, твердячи, що всі інші джерела свідчать, що Басараб був православним. Ілюстрована хроніка (Chronicon pictum), завершена в кінці 1350 року, називає Басараба, як «віроломного розкольника».

## Волощина під владою Угорщини
У середині XIII століття на території Волощини почали формуватися воєводства, залежні від Угорського королівства. Згодом вони почали боротьбу за незалежність від Угорщини. Воєвода Литовой в 1277 році загинув в битві проти угорців.
Наприкінці правління династії Арпадів Угорщина переживала важку політичну кризу. Одночасно в кінці XIII століття в Північному Причорномор'ї встановилася влада Золотої Орди. Це лише посилило бажання волоських воєводств об'єднатися в незалежну державу.
Басараб був васалом короля Карла Роберта, що підтверджується грамотою останнього, виданої 26 липня 1324. Ймовірно, він отримав статус васала в 1321 році, коли угорський король провів військову операцію в Банаті. Проте вже в грамоті від 18 червня 1325 року Карл Роберт називає Басараба «невірним королівській короні». У грамоті також говориться, що якийсь Стефан, половецького походження, в суперечці стверджував, що війська Басараба перевершують за чисельністю війська самого Карла Роберта. Причини такого звернення невідомі.

## Битва під Посадою

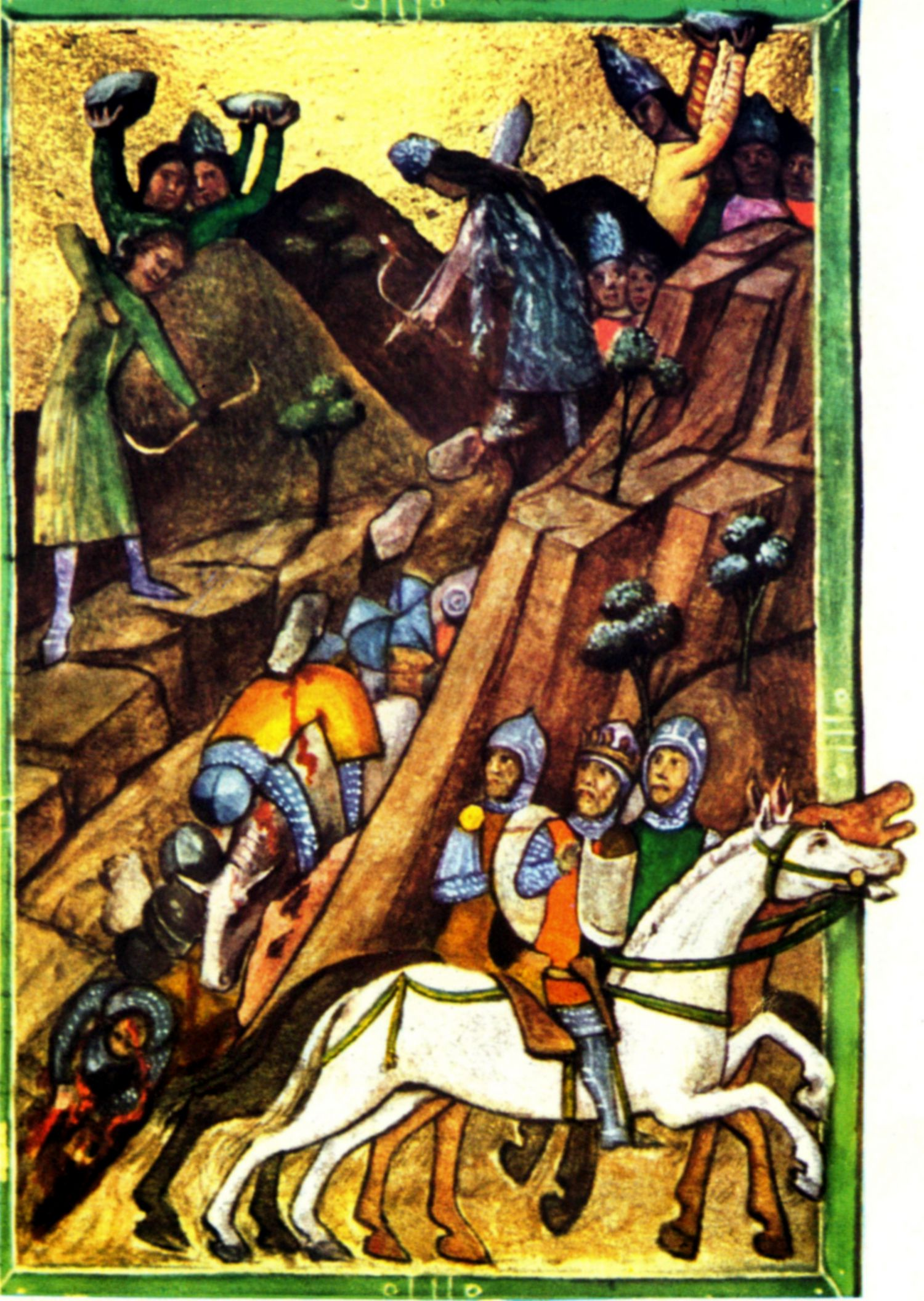
Армія Карла Роберта Анжу потрапляє в засідку до армії Басараба під Посадою, Віденський Особовий літопис (1330 р.)

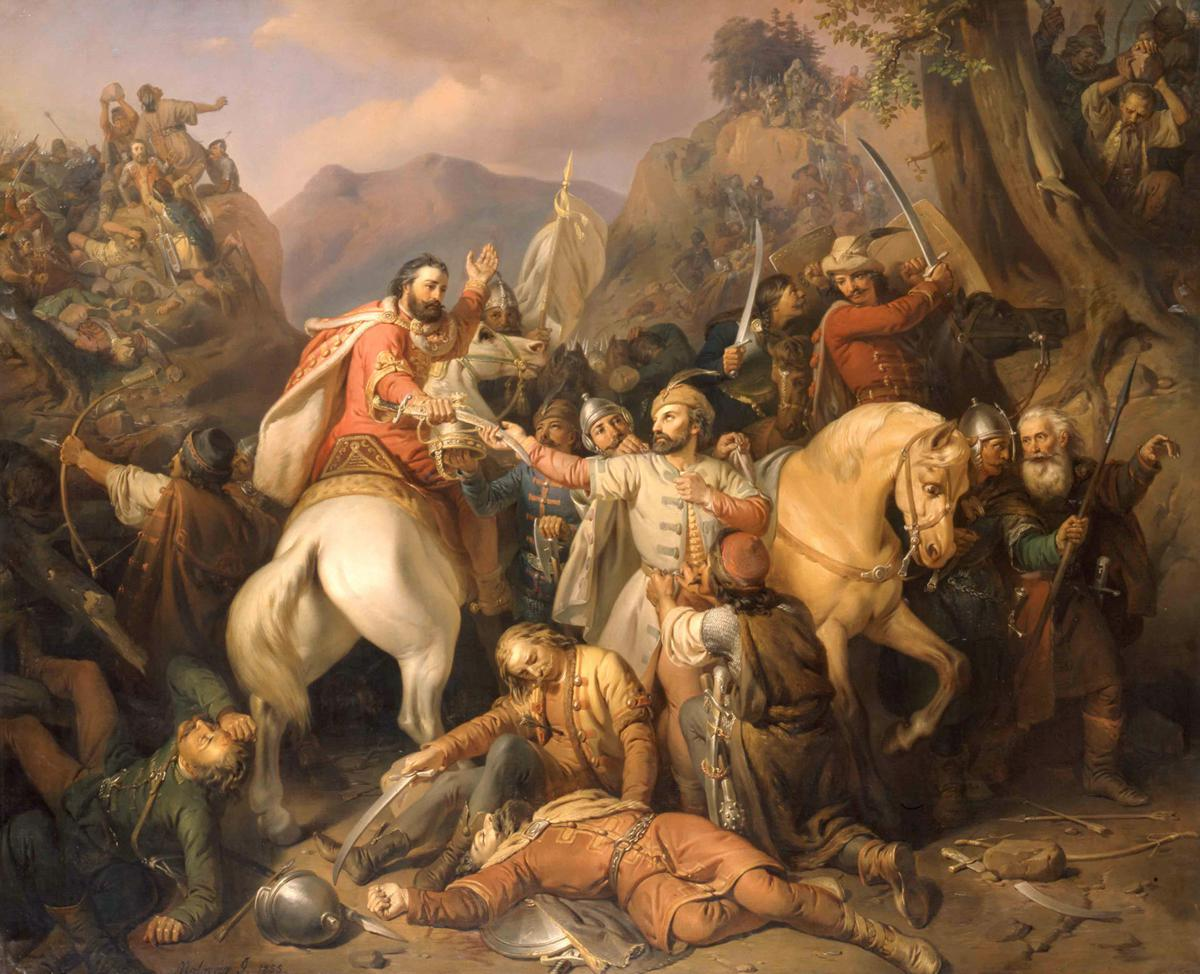
Король Карл I втікає після битви під Посадою

Басараб видав свою дочку заміж за Івана Александра, майбутнього царя Болгарії і племінника царя Михайла I. Болгарія в цей момент перебувала у ворожих відносинах з Угорщиною. У документі, виданому 27 березня 1329 року, Басараб згадується як один з ворогів угорського короля, поряд з болгарами, сербами і татарами. У 1330 році Басараб взяв участь у військовому поході Михайла I на сербів, що закінчилося перемогою сербів 28 липня в битві при Велбужде.
У тому ж році Басараб захопив Олтенію. Король Угорщини наказав йому залишити цю область, але отримав відмову. Карл Роберт, пообіцявши вивести Басараба з Олтенії за бороду, почав похід проти воєводи і захопив контрольований Басарабом Северинський банат. Басараб пішов на мирні переговори, запропонувавши угорцям визнати суверенітет короля і сплатити сім тисяч марок сріблом (1,5 тонни срібла). Він також обіцяв послати одного зі своїх синів до королівського двору в Вишеграді.
Карл Роберт зацікавився пропозицією, однак продовжував просуватися в Волощину, дійшовши до Куртя-де-Арджеш. Тут угорське військо почало відчувати труднощі із запасами провізії, і король змушений був почати відступати в Трансільванію, не давши битви. Поблизу Посади в Південних Карпатах угорське військо зустрілося з великою волоською армією і потрапило в пастку, рухаючись по вузькій долині. 12 листопада, після трьох днів битви, угорці зазнали повної поразки, а королю вдалося врятуватися з ризиком для життя.

## Незалежна Волощина
Перемога в битві під Посадою фактично зробила Волощину незалежною і змінила її положення на міжнародній арені. На наступний рік, у лютому 1331 року, зять Басараба Іван Александр, був коронований в Тирново як болгарський цар. У 1331—1332 роках волоські війська підтримали його у війні проти Візантії. Приблизно в той же час Басараб відвоював у Угорщини Северинський банат.
Спадкоємець Карла Роберта Людовик Великий між 1343 і 1345 роками провів кілька військових операцій проти Волощини і зумів відібрати у Басараба Северинський банат. Його син, воєвода Миколі I Олександру, знову визнав васальну залежність від угорського короля.

## Спадщина
Перемога Басараба в битві під Посадою була переломним в історії Волощини. Салагян пише, що перемога «санкціонувала незалежність Валахії від угорської корони» і змінила її міжнародний статус. Георгеску описує Волощину, як перше незалежне Румунське князівство. Незважаючи на це, королі Угорщини продовжували вимагати лояльності від воєвод Волощини, Басараба і його наступників.
Нащадки Басараба правили Волощиною, принаймні, продовж двох століть. Серед його нащадків Мірча I Старий і Влад III Дракула. Нягоє Басараб, представник боярського роду Крайовешті, ковав генеалогію, щоб довести, що він був нащадком Басараба, і прийняв «Басараб», собі за прізвище після його вступу в 1512 році на престол Волощини.
З середини XIV століття, болгарські, угорські, молдавські і сербські хроніки використовувавали ім'я «Басараб», коли йшлося про Волощину. З наступного століття і в подальшому, південна область землі між річками Дністром і Прутом була названа Бессарабією. Після того як Російська імперія анексувала Бессарабію в 1812 році, область була перейменована в Бессарабію. Ця область в даний час частина Молдови та України.